# المشلعيب

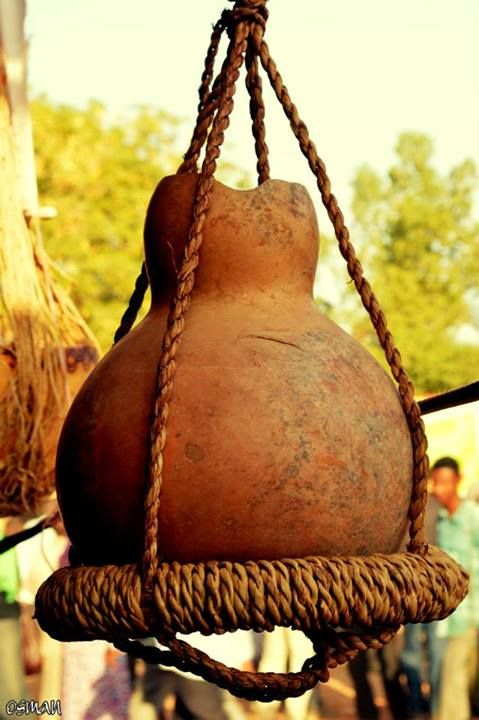
المشلعيب السوداني

فهو عبارة عن وعاء تصنع من السعف ثلاثية الاضلاع لها قاعدة في شكل دائرة صغيرة ولها في الجزء العلوي رباط من اجل تحميلها على سقف المنزل الذي كان يصنع من الخشب أو الزنك أو غيره، يعتبر المشلعيب من ابرز عناصر الفولكلور والتراث السوداني، اذ كان يشغل حيزه داخل البيت، ومازال المشلعيب يستخدم في انحاء واسعة بمعظم مناطق السودان التي تفتقد التيار الكهربائي، اذ لا يمكن تجاهل المشلعيب فهو بمثابة الثلاجة في الارياف والمدن في قديم الزمان قبل اكتشاف التلاجات، ويصنع من سعف النخيل في شكل بيضاوى ويعلق على سقف التكل «المطبخ» أو الراكوبة.ويصنع المشلعيب من قطع السعف بوضعها في شكل شرائح أو في شكل جدلة، وهو من الموروثات الشعبية القديمة، وقد يصنع من الحبل الذي يستخدم في «توسير» العناقريب، ولم يكن هنالك بيت سوداني يخلو من المشلعيب غير أن التغيرات الاقتصادية وحالة التحسن المتصاعد في اقتصاديات الاسر وما وفرته اسباب الحداثة من ثلاجات وادوات حديثة القى بظلاله على العديد من الادوات القديمة وعلى رأسها المشلعيب
وأبرز المناطق التي اشتهرت بصناعة المشلعيب ولايات دارفور، وايضاً يوجد في الولاية الشمالية، وكان الناس يستعملون المشلعيب قبل ظهور الثلاجة لحفظ اللحوم والاطعمة واللبن والروب، ويستعمل المشلعيب عازلاً للحيوانات مثل القطط والكلاب، واحياناً يسمى دواء الكلاب، كذلك يمكن ان نضعه زينةً في المنزل.

## مهامه

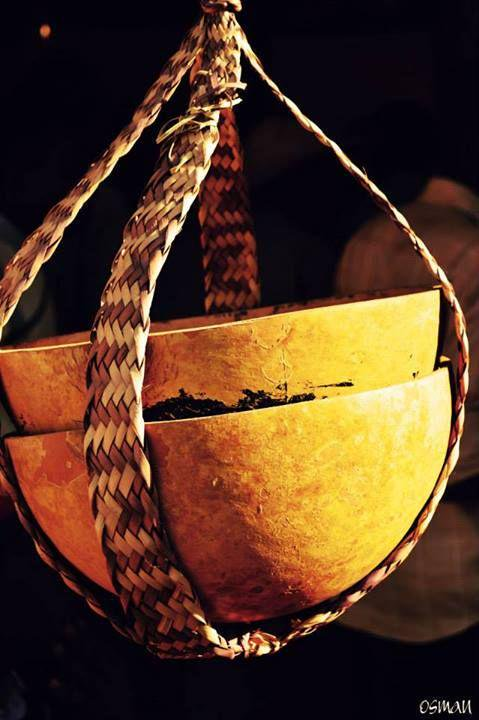

كثيرة في ذلك الزمن حيث توضع فيه المتبقي من حلة الملاح  أو اللحمة المفوره (ابان عدم تواجد الثلاجات في البيوت) الا لاصحاب الوضع المادي العالي، وكان (المشلعيب) موجود إلى وقت قريب في المدن الكبيرة.المشلعيب مريح جدا لانه أكثر امانا في حفظ المأكولات، والمواد المحفوظة تكون بعيدة عن الحيوانات المنزلية التي تعجز عن الوصول اليه بسهولة. المشلعيب غالباً يوجد في الريف نسبة لعدم وجود الكهرباء في بعض المناطق، فالمشلعيب يحفظ لهم الاطعمة كالثلاجة.

## الغرض منه
، وكانت الحكمة من وضعه في ذلك المكان العلوي من المنزل أي مع السقف خوفاً من وصول القطط اليه والتي كانت تعيش معنا في بيت واحد وكنا أيضا نربي الكلاب وجميع أنواع الطيور من الحمام والدجاج والبط بالإضافة إلى الاغنام مع كل هذه الحيوانات كانوا الاسر تسكن في بيت واحد مع تلك (السعيه)، وكانت تلك الحياة بسيطة للغاية، وكان الاقتصاد المنزلي القديم يعتمد على منتجات تلك (السعيه)من البان الاغنام يكون غذاء الاسرة، ومن بيض الدجاج وبيع الحمام وبيض البط تتخذ مورداَ لدخل الاسرة الإضافي أو الاساسي.
كانت الحياة هادئة لاتحتاج إلى هجرة أو اغتراب طويل الاجل أو مدى الحياة كما هو الحال، وكانت جميع اواني واوعية المنزل طبيعية غير حضارية فنجد (السعن، والمخلاية، والقفة.....) اما الآن فدخلت العديد من الحضاريات واتمتة الحياة ومكننتها في الحياة المنزلية وحولت المنزل إلى حظيرة من الالات الحديثة التي يستطع الانسان الوصول اليها إذا كانت مقتدراَ.
يعتبر المشلعيب من ابرز عناصر الفولكلور والتراث السوداني، اذ كان يشغل حيزه داخل البيت، ومازال المشلعيب يستخدم في انحاء واسعة بمعظم مناطق السودان التي تفتقد التيار الكهربائي، اذ لا يمكن تجاهل المشلعيب فهو بمثابة الثلاجة في الارياف والمدن في قديم الزمان قبل اكتشاف التلاجات، ويصنع من سعف النخيل في شكل بيضاوى ويعلق على سقف التكل «المطبخ» أو الراكوبة.

## https://www.sudaress.com/alsahafa/59844
1. ↑  "بعض الادوات السودانية التي خرجت من المجتمع السوداني - صحيفة صدى الاحداث السودانية". www.sadaalahdas.com. مؤرشف من الأصل في 2019-12-23. اطلع عليه بتاريخ 2019-12-23.
2. ↑  "المشلعيب: آخر أدوات الزمن القديم". سودارس. مؤرشف من الأصل في 2019-12-23. اطلع عليه بتاريخ 2019-12-23.